# پردی (کنتاکی)
پردی (به انگلیسی: Purdy) یک منطقهٔ مسکونی در ایالات متحده آمریکا است که در شهرستان ادیر، کنتاکی واقع شده‌است. پردی ۳۰۹٫۹۹ متر بالاتر از سطح دریا واقع شده‌است.